# Eriastichus nakos
Eriastichus nakos är en stekelart som beskrevs av Lasalle 1994. Eriastichus nakos ingår i släktet Eriastichus och familjen finglanssteklar.
Artens utbredningsområde är:
- Dominikanska republiken.
- Ecuador.

Inga underarter finns listade i Catalogue of Life.